# 加賀 (空母)
加賀（かが）は、大日本帝国海軍の航空母艦。1942年（昭和17年）6月のミッドウェー海戦で沈没。

## 艦名
加賀の艦名は石川県の旧令制国名加賀国にちなんで命名された。空母であるにもかかわらず艦名が旧令制国名のままとなっているのは、後述の艦種変更に起因し、かつ当時は航空母艦の命名に関する明確な規定が無かったためである。航空母艦命名に関して明確な命名標準が設けられたのは昭和8年12月18日付 海軍大臣から侍従長宛文書「海軍大臣官房 官房機密第2417号」、およびそれに対して返信された同年12月19日付 侍従長から海軍大臣宛書簡によってである。日本海軍の命名慣例については日本艦船の命名慣例を参照のこと。艦内神社は白山比咩神社。加賀前田家に連なる前田利為侯爵も、軍艦加賀に加賀国白山の油絵を献納している。なお戦後、この艦名は海上自衛隊のいずも型護衛艦2番艦「かが」に引き継がれた。

## 艦型

### 三段式空母

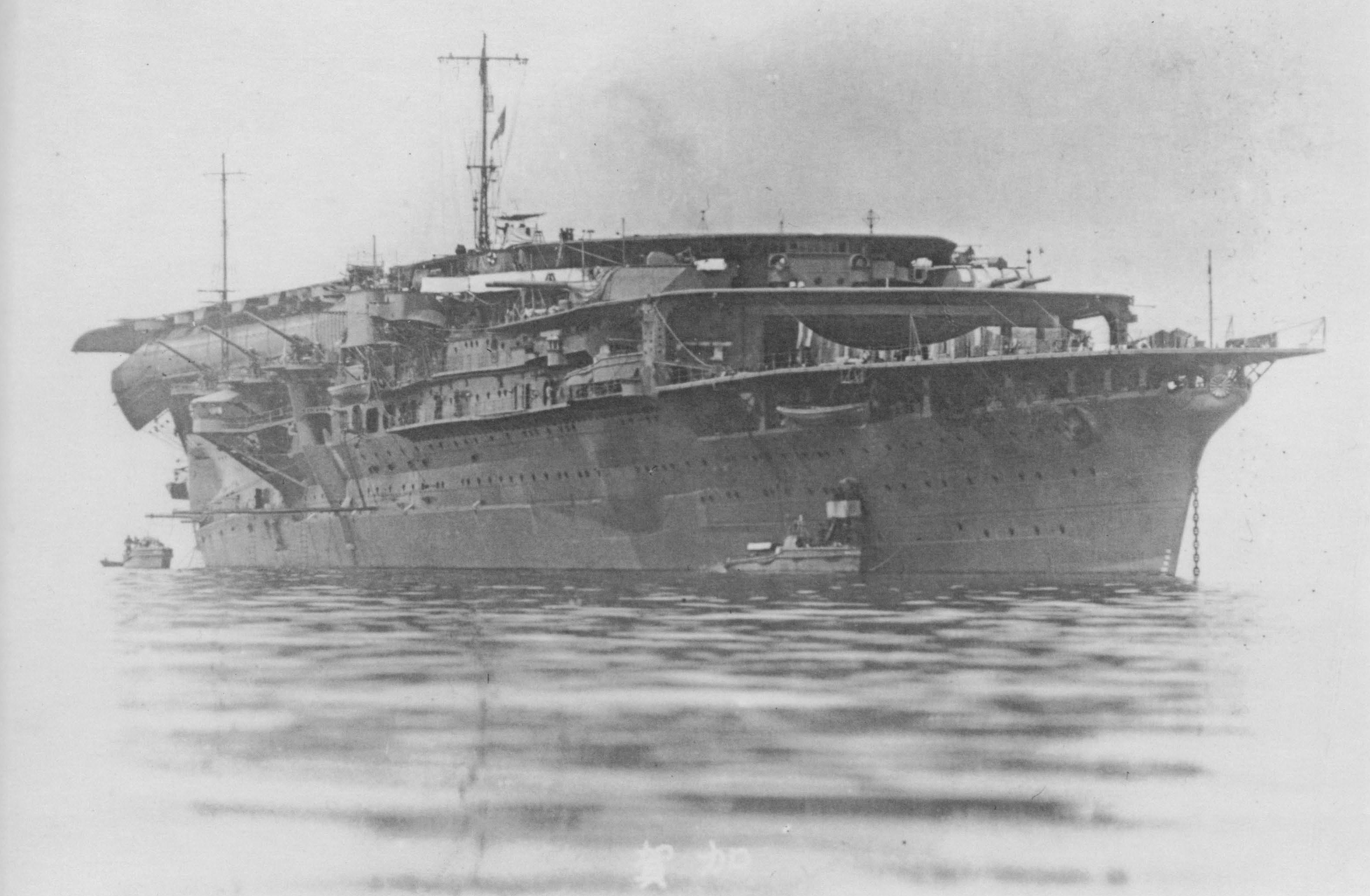
1930年 艦首から撮られた加賀。中段甲板上に20cm連装砲が見える

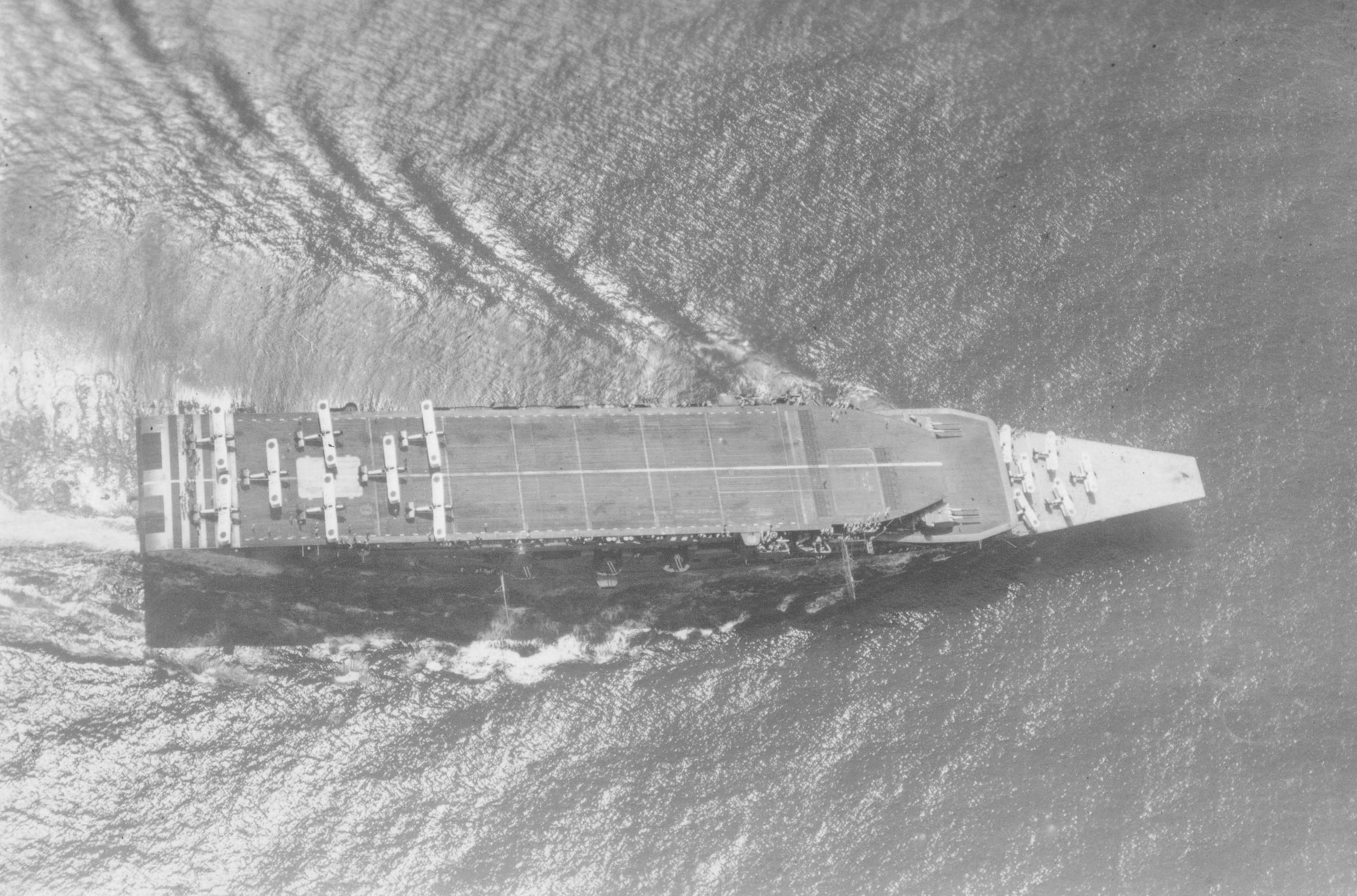
1930年 最下段の甲板上に九〇艦戦、最上段の甲板に一三艦攻が見える

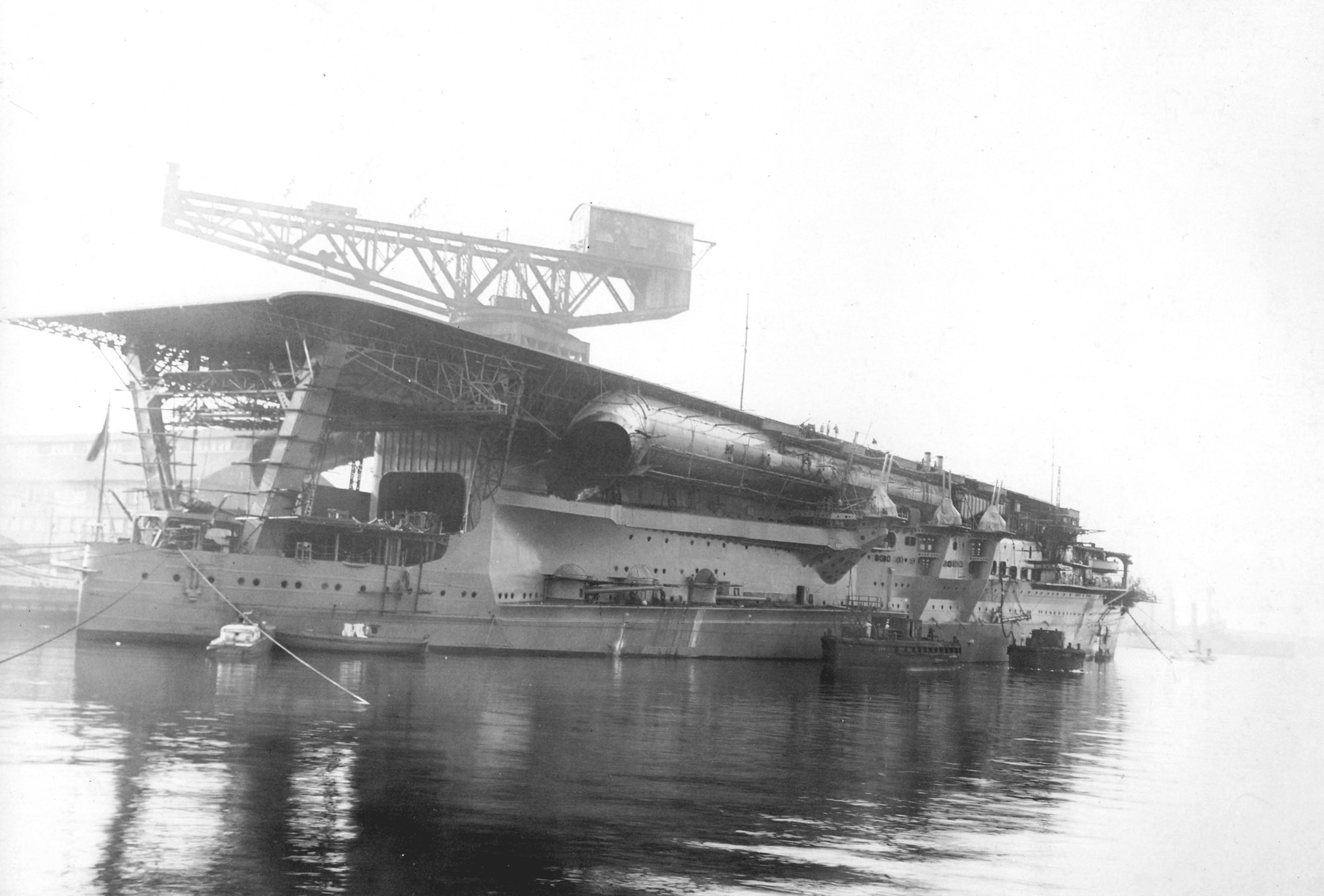
1928年 巨大な煙突が判る

加賀は、ワシントン海軍軍縮条約の結果建造中止となった加賀型戦艦を改装した大型空母であった。
ワシントン海軍軍縮条約による主力艦の制限下、補助的艦種としての航空母艦の運用が研究され始めた。そんな中で行われた2隻（加賀、赤城）の改造ではあるが、当時日本海軍には空母の建造経験は小型空母鳳翔しかなく、戦艦や巡洋戦艦からの改装も日本海軍初だった。当初の計画では、全長715呎、最大幅110呎、基準喫水幅101呎3寸、喫水21呎9寸、排水量26,950頓、20cm砲10門、12cm砲6門、12cm高角砲12門、搭載機36、満載状態27.6ノットという規模だった。三層の飛行甲板や艦尾排煙方式などの多くの設備が後に改装・撤去された事実が示すように、航空母艦の黎明期にあって改装作業は模索の中で進められ、1928年（昭和3年）3月31日竣工した。
艦形の決定の際、同じく他艦種から改造されたイギリス海軍の二段式航空母艦フューリアスの影響を受けてか、赤城共々、三層の飛行甲板を持つ三段式（雛段式）空母案が採用された。上段を離着艦用、中段を小型機の発艦用、下段を大型機の発艦用とし、航空機の機種・用途に合わせ、甲板を使い分けることが考えられた。
しかし航空機の草創期に設計されたため、運用の実際や航空機の大型化を予測しきれず数々の問題が浮上することとなった。問題となったのは発着用飛行甲板の短さであり、特に中段の甲板で顕著に表れ、ここから艦上機が発艦することはできなかった。このため中段の飛行甲板には艦橋設備が作られ、艦載機の離艦は出来ないようになった(同じ構造の赤城も同様の理由で離艦は出来ないようになっている)。その艦橋も飛行甲板と船体に挟まれた構造のため搭載機の発艦・着艦統制が難しく、1932年（昭和7年）には甲板のエレベーター右舷に塔型補助艦橋と、飛行科指揮所を設けている。
また煙突の配置も問題となった。当時保有していた空母は鳳翔1隻しかなく、その運用から舷側に煙突を立てたままだと航空機の着艦操作に大きな影響を与えることが判明する。霞ヶ浦の技術研究所で模型を作ってさまざまな空洞実験を行ったがどうしても解決策を見出すことができなかった。そこで当時参考資料として検討されたのがイギリス空母アーガスである。これは煙路を両舷に沿って艦尾まで導き排煙するという方式をとっていた。当時の造船技術者達は赤城方式と実用性の上で比較するためにこの艦尾排煙方式を強く主張し、加賀の煙突は赤城とは別個のものとして作られることになった。『蓋しこの方が艦中央部に据ゑられた大砲その他諸計器の為には良好であらう。』と謳っていたが、実際には様々な問題が噴出した。ボイラーからの排煙が航空機の邪魔にならないようにと煙路を艦尾まで導いて排煙していたが、長大な煙路の重量・艦内容積の減少に加えて、煙路に隣接する区画の室内温度は40℃にも達したといい、高温により居住に耐えられないという大問題を引き起こした。また、艦尾から排出される煤煙が気流を乱して航空機の着艦を阻害することにもなった。この問題は赤城と同様の煙突方式を取ることで解決を試みようとされたが、折からの軍縮予算で実現されなかった。
なお、この時期の加賀の航空機搭載機数は60機である。
20cm砲10門を装備。これは近接する水雷部隊からの防御のためであり、艦隊決戦では重巡洋艦並の火力である。そのうち、連装砲二基四門は竣工後に中段の露天甲板に配置された。
同様に艦種変更を経た赤城が32.5kt を発揮したのに対して、加賀の速力は実速26.7kt（公称27.5kt） 止まりであった。巡洋戦艦として設計された赤城に対し、加賀は戦艦として設計されたためである。十二基の重油専燃罐と四基のタービンによる出力は9万1000馬力であった。戦艦は重防御で被弾面積の縮小のため船体を短く設計するが、その反面、重量と推進抵抗が大きくなり、高速力を発揮しにくくなる。また飛行甲板も短くなるので空母への改造は巡洋戦艦の天城型の方が適正だったのは否めなかった。

### 一段全通式空母
加賀の改装案として最初にアメリカ海軍のレキシントン級航空母艦のような大型の艦橋を持つものが検討されたが、航空機の発着や友鶴事件を経て重心の上昇防止と風圧側面積の減少に配慮し、格納庫、飛行甲板、艦橋が縮小され、直立煙突の採用は見送られた。
加賀には、既述のように数々の不具合があったため赤城より一足先、1934年（昭和9年）6月25日より佐世保海軍工廠で改装工事が着手され、1935年（昭和10年）6月25日に工事が完了した。加賀の改装は竣工以来の欠陥の解消だけではなく、性能向上も含むものであったため工事の工数は多く、日本海軍艦艇中、一、二を争うほどの大掛かりなものであった。
艦橋については、上記のように、最小限といえる小さなものが全通式となった飛行甲板の右舷前方に設置された。この後、日本海軍では空母の艦橋位置について数年間、試行錯誤を重ねることになるが、最初に加賀で右舷に設置された理由（及び最終的に右舷で決着を見た理由）は、発着艦の空路が左回りと決められていたためである。これは世界共通であるが、レシプロ機の場合、プロペラはパイロット側から見て時計回りであり、これは機体を左へと導く。それを踏まえてのことで、左舷艦橋は障害物となりやすかったのである。
問題の多かった排煙方式は赤城と同じ弯曲煙突式とし、位置を機関上部右舷に修正した。これによる重量軽減は100トンにも及び、乗員も煙路の高熱から解放されるとともに艦尾から排出される排煙が気流を乱し、艦上機の着艦を妨げるという欠陥も解消した。
次に三段式飛行甲板の中下段は廃止され、最上段のみの全通式の一段甲板とした。最上段の飛行甲板は船体長を上回る長さになり、離着艦の滑走距離が大幅に延長された。この際、若干艦尾方向が高くなっていた傾斜飛行甲板はフラットなものに手直しされた。その結果飛行甲板面積は7,001.7m2にまで達した。これは大和型戦艦3番艦改造空母信濃に次ぐ面積であり、改装後の赤城よりも約500m2、後に完成する翔鶴型と比べても約700m2広くなった。
また中下段の飛行甲板の廃止により航空機の格納スペースも増加し、搭載機数も常用72機、補用18機の合計90機と大幅に増加している。大蔵省の記録では加賀(戦闘機24、攻撃機45、計69、補用機31、総計100)、赤城(戦闘機27、攻撃機53、計80、補用機40、総計120)となっているが、改装後の加賀は以後に完成した日本の空母を含めても最大の格納庫面積があり、常用の上中2段の格納庫面積だけで合計で7,493m2となり、赤城より970m2、翔鶴型より1780m2広くなり、実際には最大103機の運用を可能としていた（ただし零式艦上戦闘機に比べて小型の九六式艦上戦闘機などを使用した場合）。燃料搭載量も8,200トンに増加し、航続距離が新造時の14ノットで8,000海里から16ノットで10,000海里に延びた。さらに航空燃料も505トンの搭載も可能とされ、同時期のレキシントンよりも100トン多く積み込めた。
速力については内側2本のタービンを最上型巡洋艦搭載の新式の大出力のものに換装し、機関出力の増大と艦尾延長により、それまでの実速度26.7ノット（公称27.5ノット）から28.3ノットまで向上した。本来であれば赤城と同じレベルの30ノット以上が望ましいが、本改装で排水量が38000t以上に膨れ上がったことと、復原性確保のためのバルジ追加の影響の下、致し方ないと判断された。
これらの改装により、加賀は日本空母のひとつの完成形に最初に達した艦となった。ただし、改善されたとはいえ速力28.3ノットは太平洋戦争開戦時の日本主力空母の中では最も低速であり、後世に於いては、他の空母と行動をともにする際に障害になったのではないかと言われている。しかし、実際には航空母艦が最大速力で艦隊行動を行うことは殆どなく、随伴する駆逐艦などの航続能力や、艦隊運用の基本戦術や経済性を度外視しており非現実的である。さらに加賀の速力が艦隊運用の障害になったという記録や証言・実例は存在せず、あくまで公称値上から憶測した机上の空論である。（ただし、真珠湾攻撃に於ける浅深度航空魚雷の輸送に掛けた日数と航路、運用記録や乗員の証言から検証した場合、公称値28.3ノットに対し、実際は30ノット前後での航行が可能であったとする説もある）。一方で、加賀は航続力や積載力が大きく作戦立案がしやすい長所があり、ハワイ作戦にも真っ先に名が挙げられた。ハワイ作戦の事前調査では加賀は燃料搭載に余裕があり、公称値以上に航続力があると判定されている。このため加賀と、新型の翔鶴型航空母艦2隻（翔鶴、瑞鶴）の3空母のみによる作戦実施も当初は検討されていたほどだった。この案には第二航空戦隊司令官山口多聞少将が反対し、結局、赤城、蒼龍、飛龍も作戦に加わったが、これら三空母は艦内に燃料用ドラム缶を多数積載しての作戦参加であった。
また近代化改装にあたり本艦の対空兵器も増強され、連装12cm高角砲を連装12.7cm高角砲に換装、数も6基から8基に増備し、反対舷方向にも射撃が可能なように高い位置に取り付けられるなど、航空艤装、攻撃力、防御力の面で僚艦赤城を凌駕していた。25mm連装機銃も同時に増強されたがその位置・数は公式図面が残されていないこともあって不明である（11基とする説と14基とする説あり）。
本艦は船体が安定しており揺れが少ないこと、艦橋部分の飛行甲板幅も29.5mあるなど広大な飛行甲板を持つこと、また飛行甲板の海面からの高さも高く（21.7m）各種の作業が波の影響を受けにくいこと、艦橋が右舷前方にあるため着艦時の圧迫感もなく、気流の乱れが少ないことなどの利点があり、使いやすい空母として好評だったと伝えられる。飛龍（飛行甲板217m、幅27m）から転勤したある艦爆搭乗員は、最初の着艦で加賀の飛行甲板の広さに驚いている。「この艦は一種のおちついた威厳を持っていた」「いかにも頼もしい感じがした」という回想も残されている。これらの特徴に加えて、中国戦線を経験したパイロットを多数擁することもあって、本艦は日本機動部隊の最有力空母としての位置づけにあった。
しかし、問題点もいくつか残されていた。加賀中段飛行甲板に設置された20cm連装砲二基四門は撤去され、代わりに船体後方の舷側にケースメイト式のものが四門追加され、数の上では改装前と同数が維持されたが、この配置は視界、射界ともに狭く、運用実績も不良だった。そもそも航空戦を主体とする空母には不要な装備であり、昭和8年の改装計画に基づくものとはいえ、先見の明を欠いた。アメリカ海軍空母のレキシントン級でも8インチ砲が装備されていたが、艦橋・煙突の前後に背負い式に配置しており、甲板への爆風と重心上昇の問題はあるが、こちらのほうが合理的な配置であった。また、右舷前部に新設された艦橋は重心上昇を考慮してコンパクトなものが設置されたが、最低限の設備しかなく、作戦の指揮を行うには狭すぎるものだった。
加賀に限らず、日本空母の共通の欠点としてダメージコントロールへの配慮が足りず、格納庫を閉鎖式にしたことは航空機の塩害からの保護という利点はあるものの、被弾時の被害を増加させ、後の喪失の原因となった。開放式のヨークタウン級航空母艦やエセックス級航空母艦では被弾時にあっても爆風が外に逃げ、また空母搭載の爆弾や航空機などの危険物を海中に投棄することで誘爆や航空機への延焼被害を限定できた（閉鎖式格納庫の危険性については米空母レキシントン (CV-2)、日本空母大鳳の喪失原因を参照）。
問題点は散見されるものの、これら近代化改装の結果、加賀は有力な大型航空母艦となった。大和型戦艦改造空母信濃が竣工するまで日本の空母の中で最大の排水量を誇った。前述のように、加賀の改装工事はかなり徹底したもので、全通一段甲板、右舷前部の小型艦橋、下向き湾曲型煙突、飛行甲板周囲の対空砲火という艦形は後の日本空母の多くに採用された。また水面からの飛行甲板までの高さが21.7mと日本空母のなかでは一番高く、航空機の離着艦には好都合であったが、一方でGM値の悪化を招いたため、両舷にバルジが追加された。幅広かつ深い喫水による低重心の戦艦からの改造が幸いして加賀の安定性は優秀であり、ある軍医が横須賀入港時に上陸許可を求めて舷門に行くと、そこで初めてすでに1時間以上も前に出港して洋上を疾走していることに気づいたという逸話が残されている。荒天のハワイ作戦時においても船体の揺れは新型の翔鶴よりも少なかったと報告されている（横揺れについて最大加賀3度、飛龍11度、翔鶴20度）。
また、飛行甲板前部に空母用カタパルトの設置のための溝をつくる工事も佐世保海軍工廠で行われ、1941年9月末に極秘裏にカタパルトを搭載して射出実験が長崎沖で実施されたが、実用には困難と判断されたため、即刻カタパルトを撤去した。当時の証言によれば、射出そのものには成功したが、パイロットの命がないような射出であり、また航空機を射出状態にするには時間と手間がかかりすぎるとのことであった。結局未搭載のまま開戦を迎え、カタパルト完成の機会はなかった。結果的に、日本海軍は終戦まで空母用カタパルトを実用化できなかった。

## 艦歴

### 建造

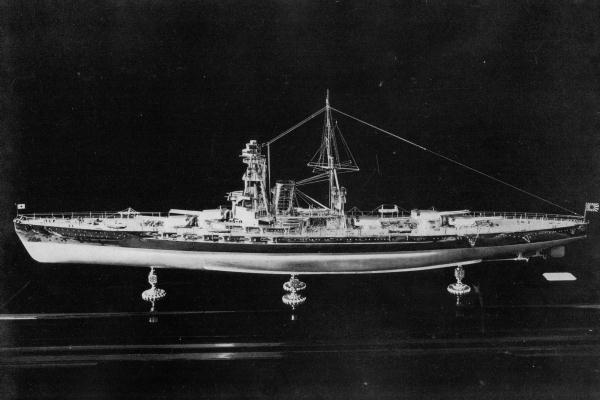
川崎造船所が製作させた戦艦「加賀」の完成予想模型

日本海軍が計画した八八艦隊の戦艦3番艦、4番艦として加賀型戦艦の2隻が計画された。その3番艦が本艦（加賀）、4番艦が土佐である。1918年（大正7年）5月15日、加賀および土佐は正式に命名される。同日附で2隻とも『戦艦』として艦艇類別等級表に登録された。1919年（大正8年）1月、海軍は川崎造船所に戦艦加賀の建造を命じた。川崎造船所が建造する大型軍艦としては、榛名、伊勢に続く3隻目となった。起工は1920年（大正9年）7月19日。1921年（大正10年）11月17日午前8時30分、天皇の名代として伏見宮博恭王が参加した他、10万人ともいう観衆が見守る中で進水する。
ところが、ワシントン海軍軍縮条約に従い1922年（大正11年）2月5日に建造中止の通達があり、川崎造船所は加賀および愛宕（加賀進水後の船台で建造）の工事作業を中断した。加賀はまず標的艦として新型水雷爆弾の実験をおこなったのちに解体。各種資材や部品は、条約によって巡洋戦艦から航空母艦に改造される巡洋戦艦2隻（天城、赤城）の材料とする計画がたてられる。また金剛型巡洋戦艦の近代化改装を実施するにあたり、加賀ボイラーのうち重油専焼缶(ボイラー)は榛名と霧島へ、石炭混焼缶は川崎造船所で建造予定の給糧艦（間宮）に流用することが内定した。
1922年（大正11年）7月8日、加賀は川崎造船所から海軍に引き渡される。7月11日、加賀は特務艦富士に曳航され、護衛の装甲巡洋艦八雲と共に神戸を出発。7月14日、3隻（加賀、富士、八雲）は横須賀へ到着した。同年10月25日、川崎造船所で給糧艦間宮が起工。同艦は解体予定の「加賀」よりボイラー（石炭混焼缶）を転用することになっていたが、加賀の処分延期にともないボイラーが届かず、1923年（大正12年）6月上旬進水の見込みが立たなくなった。
1923年（大正12年）9月1日に発生した関東大震災によって横須賀の横須賀海軍工廠で改装中だった天城型巡洋戦艦1番艦天城は大破、修理不能となり破棄される。空母を重要視していた日本海軍は天城の代艦として、急遽加賀を空母へ改造することとなった。加賀ボイラーを搭載予定だった間宮には、天城用ボイラーが送られた。
横須賀に繋留されていた加賀は、そのまま横須賀海軍工廠で改造工事を受ける。同年11月19日、戦艦加賀および巡洋戦艦赤城は航空母艦に艦種が改められた。同日附で航空母艦「翔鶴」（初代）の建造中止が通達され、航空母艦として登録された2隻（加賀、赤城）と入れ替わる形で除籍された。
昭和2年(1927年)度末(1928年3月31日)までに工事は完成する予定だったが、経費不足と航空艤装の未定部分があるために大きく遅れた。加賀は1928年(昭和3年)3月31日引渡式を行い軍艦旗を掲げ、名目上は竣工とした。同日第4予備艦に指定、以後も横須賀海軍工廠小海岸壁で工事を引き続き行った。6月15日第3予備艦に指定された。同年秋に公試運転を行い(9月15日に行われた全力運転公試の写真が残る)、12月4日に行われた横浜沖の大御礼特別観艦式に参列した。
12月28日に第2予備艦に指定され、佐世保に回航、引き続き佐世保海軍工廠で残工事を行った。
1929年(昭和4年)11月1日、第1予備艦となり、航空機を搭載した。

### 1930年度
1929年(昭和4年)11月30日、赤城に代わって艦隊編入、鳳翔と第一駆逐隊で第1航空戦隊(連合艦隊付属)を編成し、その旗艦となった。引渡から1年9カ月、公試から1年が経ってからの就役だった。ただ、まだ改正工事や追加工事などがあり、工廠で多くの工事を行った。
1930年(昭和5年)3月28日、佐世保を出港し青島方面で行動、4月3日大連に帰着した。
昭和5年度の大演習に参加し、同年10月26日の特別大演習観艦式に参列した。

### 1931年度
1930年12月1日第1航空戦隊を外れ、第1予備艦となった。昭和6年(1931年)度は母港にある佐世保海軍工廠で多くの工事を続行した。

### 1932年度
1931年(昭和6年)12月1日、赤城に代わり艦隊編入、第1航空戦隊(連合艦隊付属)は加賀、鳳翔と第一駆逐隊の編制になった。

### 上海事変
1932年（昭和7年）、第一次上海事変が勃発。加賀の実戦参加となり、日本の空母としては初の実戦参加でもあった。空母鳳翔、軽巡洋艦3隻（那珂、阿武隈、由良）、駆逐艦部隊（沖風、峯風、沢風、矢風）が行動を共にした。これを初の機動部隊とする意見もある。
1月29日佐世保を出港、翌30日馬鞍群島沖に到着、31日から作戦行動を開始。同日、虹橋飛行場上空にて初めて中国空軍機を目撃する。
2月5日、飛行機隊と陸戦隊が上海に進出した。同日、加賀飛行隊の平林長元大尉指揮の一三式艦上攻撃機2機は鳳翔飛行隊の所茂八郎大尉指揮の三式艦上戦闘機3機の護衛のもと、閩北・真如方面の敵情偵察に向かい、中国空軍第6隊副隊長・黄毓銓らの操縦するユンカース K47、ブラックバーン リンコック III各1機、V-65Cコルセア2機と日中初の空中戦を展開し、双方損害なく引き分けた。ただし、朱達先の操縦していたリンコック IIIは、この時の尾翼への被弾が原因で、数時間後に黄毓銓が乗り換えて再発進離陸した直後に墜落した。黄毓銓はこの事故で死亡し、また先に被弾重傷を負っていた朱達先も数日後に死亡した。
また同日、加賀飛行隊は玉井大尉率いる戦闘機隊、園山大尉および矢部譲五郎大尉率いる偵察隊2個小隊を同地に派遣したが、真如駅北上空にて敵陣地を確認爆撃しようと降下した第2小隊長機が地上砲火により撃墜され矢部大尉以下3名が死亡、また勝部兵曹の同小隊2番機も増槽に被弾した。飛行隊は陣地に6発爆撃し帰還した。
2月22日、加賀飛行隊の三式艦戦3機、一三式艦攻3機の編隊が、テストパイロットとして来中していたアメリカ退役軍人ロバート・ショート元中尉の操縦するボーイング218と空戦となり、艦攻1機が被弾し指揮官・小谷進大尉が戦死したものの、B218を撃墜。日本陸海軍を通じて初の撃墜を記録した。野村吉三郎第三艦隊司令長官は加賀航空隊の功績に表彰状を与えた。
2月26日午前5時、加賀から小田原俊郎大尉率いる爆撃隊の13艦攻9機、援護隊として鳳翔から所茂八郎大尉率いる3式艦戦6機が飛び立ち、杭州・筧橋飛行場への爆撃を実施。しかし、その前日に第2隊副隊長石邦藩と黄秉衡航空署長が飛行場の航空機を全て20キロ離れた喬司機場へと移動させており、また迎撃に上がった石邦藩の操縦するユンカース K47と第6隊分隊長・趙普明のコルセアV-92Cに、瀧山文明二空曹の13艦攻第3小隊の2番機および安延多計夫大尉の第3小隊1番機がそれぞれ撃墜されたが、乗員6名はいずれも銭塘江にて澤風に救助された。渥美信一大尉率いる第5小隊3機、所茂八郎の第4小隊機は銃撃でそれぞれ石邦藩と趙普明両名ともに重傷を負わせ、のち石は左腕切断、趙は死亡した。また、第4小隊3番機の斉藤武雄三空曹も石機、趙機とは別の単葉機撃墜を報告した。このほか、爆撃隊は5機地上撃破、また石機を追撃していた渥美小隊は石機の不時着地点からわずか400m先に喬司機場と中国空軍機22機（日本側は12機と記録）を発見、稼働中の2機に銃撃を浴びせ、1機撃破確実を報告した。午後1時、喬司機場発見の報を受けた機動部隊は空襲隊を喬司へと殺到させたが、中国空軍は飛行機を更に蛙埠へと移動させており、空振りに終わった。
3月3日、停戦により作戦中止。22日、寺島水道に帰着した。

### 1933年度
1933年(昭和8年)5月20日、第1航空戦隊(加賀、鳳翔、第二駆逐隊)は連合艦隊第1艦隊の所属となる。昭和8年特別大演習は1933年(昭和8年)5月から3カ月に渡り、内南洋から本州海面の広海域で行われ、加賀は青軍連合艦隊第1艦隊第1航空戦隊として参加した。この間、6月29日佐世保出港、馬鞍群島に行き外国鎮戍、7月4日基隆に帰着した。7月13日馬公を出港し、南洋群島方面に航海、8月21日木更津沖に帰着、8月25日挙行の観艦式に参列した。

### 改装工事
1933年10月20日、第1航空戦隊から外れ、第2予備艦となり佐世保海軍工廠で改装工事に着手した。

改装内容は#一段全通式空母を参照。

### 1935-1937年度

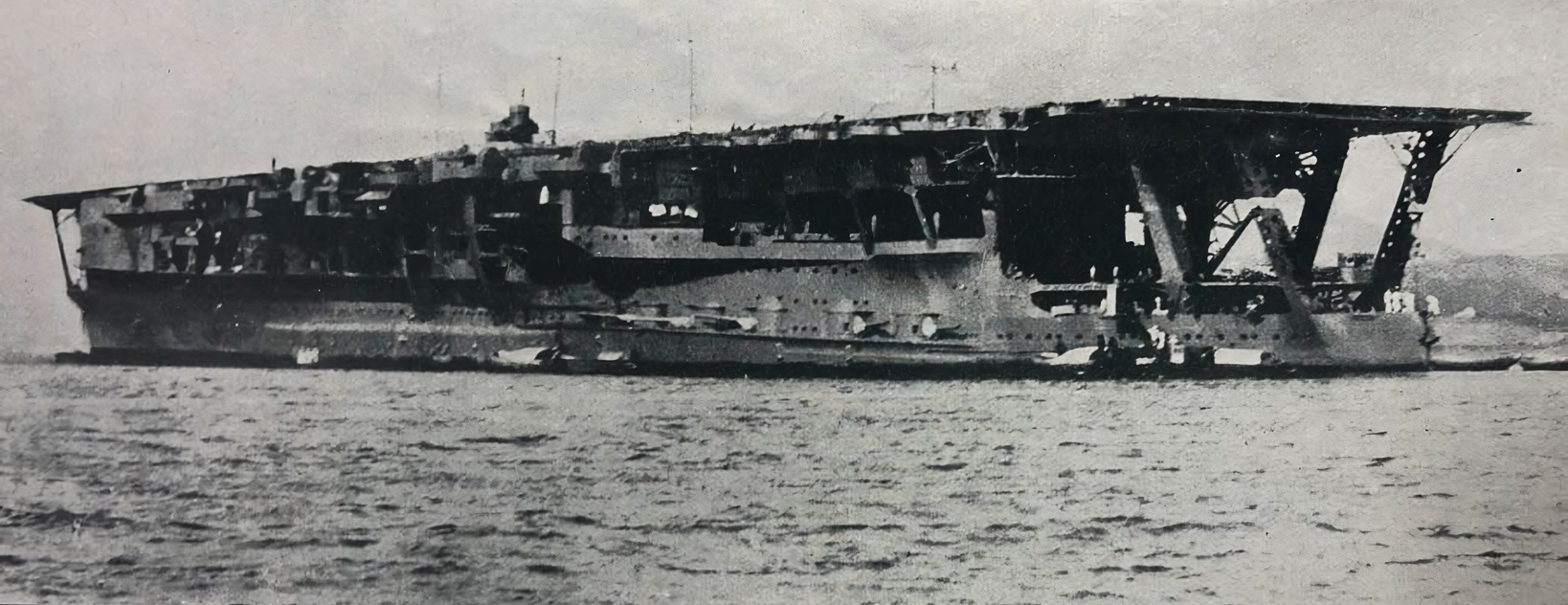
左舷後方から見た加賀 (1935年頃)

1935年(昭和10年)11月15日、第2航空戦隊(連合艦隊第2艦隊)に編入、第2航空戦隊は加賀と第二十九駆逐隊の編制となった。

### 第二次上海事変
1937年7月、第二次上海事変勃発。支那事変が始まる。当時、赤城は近代化改装の最中であり、空母蒼龍、飛龍は建造中で実戦投入が可能な空母は加賀と小型空母2隻（鳳翔、龍驤）であった。本艦はこれら3隻の空母の中で最大の攻撃力を持ち、支那事変における空母部隊の主力とされ、常に稼働状態であった。海外メディアも3隻（加賀、鳳翔、龍驤）の活動を世界に報じている。この時点での加賀艦載機は、九〇式艦上戦闘機、九五式艦上戦闘機、八九式艦上攻撃機、九四式艦上爆撃機、九六式艦上攻撃機に更新されていた。
加賀は1937年（昭和12年）8月10日、寺島水道を出撃、北支派遣輸送船隊の護衛に従事、8月14日の中国空軍による上海爆撃には間に合わなかった。加賀は翌日8月15日に上海沖に到着。同日、舟山列島付近より九四式艦爆16機、九六式艦攻13機、八九式艦攻16機を攻撃に向かわせた。八九式艦攻は筧橋飛行場を爆撃したが中国空軍第4大隊、第5大隊のカーチス・ホークⅢの迎撃を受けた。九四式艦爆は曹娥飛行場を攻撃し中国機6機爆破を報告したが、同地にあったシュライクの攻撃を受けた。南京に向かった九六式艦攻は密雲のため攻撃できずに引き返した。この攻撃で加賀航空隊は八九式艦攻8機（2機不時着水含む）、九四式艦爆2機（1機不時着水含む）とその搭乗員29名（うち1名が重傷のち死亡）を一挙に失った。加賀戦闘機隊長の柴田武雄少佐は前日、艦攻隊長岩井庸男少佐に対し、旧式の89式艦攻だけでも戦闘機の掩護をつけるべきと説得したが、分隊長安仙三大尉の「万一の場合でも旋回銃で大丈夫、戦闘機は足手まとい」という一言で不採用になったという。当時、戦闘機無用論が支持されていたが、これをきっかけに戦闘機が見直されることになった。大西瀧治郎大佐の要請で九六式艦上戦闘機が加賀に導入されることとなり、8月22日、新郷英城中尉らが操縦する6機が到着、その搭乗員は 小田喜一、高橋憲一各二空曹、半田亘理、稲葉武雄各一空曹ほか1名であった。同日、中島正中尉らが操縦する2機も加賀に到着した。
8月26日、一旦本土に帰還して佐世保に帰港、翌27日出港、上海沖で陸戦に協力、南京空襲や揚子江の艦艇攻撃に参加。9月20日19時00分、支那方面艦隊司令長官長谷川清中将（第三艦隊司令長官兼務、旗艦出雲）は、第二空襲部隊の空母加賀（第二航空戦隊）および、第五空襲部隊（第二連合航空隊、上海公大飛行場駐留）に、揚子江中流の江陰要塞に停泊していた中華民国艦隊（巡洋艦平海、寧海、應瑞、大型砲艦逸仙、水雷艇建康、他多数）に対する攻撃を下令する。 このとき第二航空戦隊は搭載機48機を第二連合航空隊に編入させており、残りの艦載機十数機で作戦に臨んだ。9月21日の空襲予定は、天候不良のため中止。 9月22日午前中、まず連合航空隊の九二式艦上攻撃機12機（60kg爆弾搭載）と九五式艦上戦闘機6機が出撃する（第一次攻撃）。艦攻が水平爆撃を敢行し、「平海」に損害を与えた（直撃弾2、至近弾1）。午後、加賀攻撃隊（九六式艦上攻撃機7機、30kg爆弾搭載）が水平爆撃を実施、2隻（平海、寧海）に小規模な損害を与えた（第二次攻撃）。夕刻の十二空による第三次攻撃（九二式艦攻6、九五式艦戦3）は江陰砲台の対空砲火を受け、また寧海型を視認できず、應瑞型（巡洋艦、2,750トン）に水平爆撃を実施した。 平海は上流の南京へ脱出を図ったが、9月23日、再び連合航空隊と加賀航空隊の波状攻撃を受ける。第四次攻撃隊は十二空（九二式艦攻9、九五式艦戦3、九四式艦上爆撃機12）と十三空（九六式艦上爆撃機）は附近の砲台を制圧し、中華民国艦艇を襲撃。各艦に複数の直撃弾を与えた。第五次攻撃隊は加賀航空隊（艦攻8、艦爆8、艦攻4）から成り、遡江中の「平海」に直撃弾3発を記録、「平海」は炎上して擱座した。9月25日にも十二空（九二式艦攻6、九五艦戦3）が逸仙（砲艦、1,500トン）を空襲、擱座せしめた。
これらの空襲によって、同方面の中華民国海軍艦艇は戦闘力を喪失。これは記録に残る中で航行中の敵水上戦闘艦（駆逐艦以上）を航空機だけで撃破・擱座させた史上初の例である。
本戦闘を最後に「加賀」は第一航空戦隊（龍驤、鳳翔）と任務を交代、9月26日に佐世保に帰港した。佐世保で補給を行い、10月4日出港、6日から24日まで南支方面作戦に従事、11月17日佐世保に帰港した。11月21日佐世保発、南支方面に向かい、11月24日から29日まで広東方面の爆撃、12月2日佐世保に帰港した。12月10日佐世保を出港、基隆を経て南支方面へ向かい、12月12日から翌1938年(昭和13年)1月21日まで南支方面の各地を爆撃、1938年1月25日佐世保に帰港した。
3月25日横須賀軍港を出港、南支方面に行動し、広東爆撃や厦門攻略作戦などに従事した。4月13日には艦戦・艦攻隊が広州の天河・白雲飛行場を爆撃したのち、上空にて第5大隊第28中隊・独立第29中隊のグロスター グラディエーター18機と初交戦。3機が未帰還となったが、15機（うち不確実3）を撃墜（中国側の記録では7機撃墜、5機被撃墜、うち3名生還）。8月30日には南雄上空にて第3大隊および第5大隊のグラディエーター、カーチスホーク戦闘機計21機と交戦、40分間の空戦で2機未帰還となったが20機（うち不確実4）を撃墜したとしている（中国側の記録では6機撃墜、5機被撃墜、うち3名生還）。10月12日からは広東攻略作戦に従事した。
当時の加賀甲板士官だった板倉光馬によれば、激しい制裁やリンチにより逃亡者や自殺者が出たり、乗組員が食料品を窃盗する「銀蝿」が大規模かつ公然と行われるなど、加賀の船内風紀は海軍艦艇の中で特に乱れていたと語っている。横須賀在泊中に高級将校が艦内に芸者を招いて宴会をしていた事もあった。板倉によれば、大型艦の陰湿な気風はどこも殆ど変わらず、結果として加賀の風紀は、他の大型艦艇に比べ早期の改善に成功し、ちゃんと叱れば彼らは素直に従ってくれ、板倉が駆逐艦如月に転勤するため加賀から去る際には、乗員達は涙を流して別れを惜しみ、カッターを自分達で漕いで見送りたいと志願し(転勤者は内火艇で見送るのが慣わし)、飛行甲板のみならず、機銃座にいる乗員までもが千切れんばかりに帽子を振りながら、鬼の甲板士官と言われた板倉を見送った、という。
同年12月11日佐世保に帰港した。

### 1939-1940年度
1938年(昭和13年)12月15日、第2予備艦に指定され改装工事に着手、飛行甲板の延長、艦橋の整備などを行った。
1939年(昭和14年)11月15日、特別役務艦となり、以降船体・兵器の整備などを行った。
1940年(昭和15年)10月11日に挙行された観艦式には参列していない。

### 1941年度
1940年(昭和15年)11月15日、第2艦隊第1航空艦隊に編入された。
1941年（昭和16年）4月10日、南雲忠一海軍中将を司令長官とした「第一航空艦隊」が、第一航空戦隊（赤城、加賀）と第二航空戦隊（飛龍、蒼龍）で編制された。1941年（昭和16年）9月12日に内示された昭和17年度海軍戦時編制によれば、当時最新鋭の翔鶴型航空母艦（翔鶴、瑞鶴）が第11駆逐隊（吹雪、白雪、初雪）と共に第一航空戦隊を編制し、それまでの一航戦（赤城、加賀）は第51駆逐隊（白雲、薄雲）と共に第五航空戦隊となる予定であったが、実現していない。

### 太平洋戦争

#### 真珠湾攻撃
第一航空艦隊は、太平洋戦争開始時のハワイ作戦（真珠湾攻撃）の準備に入る。事前の情報統制が徹底されていた影響で浅深度航空魚雷の開発、製造が遅れ、加賀は佐世保基地で半製品の形にて浅深度航空魚雷100本を積み込み、1941年（昭和16年）11月17日出港して既に他の空母が集まっていた佐伯湾へ向かう。
第一航空戦隊所属の艦載機部隊は、艦上攻撃機隊64機が海軍航空隊鹿児島基地（戦後、旧鹿児島空港となる）、艦上爆撃機隊45機が海軍航空隊富高基地（戦後廃止され跡地は民間に開放、財光寺#沿革参照）を訓練基地として、そして第一航空戦隊ならび第二航空戦隊所属の艦上戦闘機隊72機は海軍航空隊佐伯基地（戦後廃止され跡地は民間に開放、佐伯海軍航空隊#戦後の佐伯飛行場参照）を訓練基地として、錦江湾や志布志湾、佐伯湾で演習を行っていた。加賀以外の空母5隻は佐伯湾で各艦載機部隊と合流、11月18日に同湾からバラバラに分かれて離れ、艦隊が最終集結する千島列島の択捉島単冠湾へ個別に目指していた。
加賀も佐伯湾で各陸上基地から離陸した自艦の艦載機部隊を着艦収容し、11月20日に同湾を離れて他艦の後を追った。乗り込ませた三菱重工業長崎兵器製作所の技術者に、単冠湾へ向かう洋上にて魚雷100本の仕上げと最終調整を艦内格納庫で行わせて、真珠湾での航空魚雷攻撃を可能とした。
3隻（赤城、飛龍、蒼龍）が丸4日かけた佐伯-択捉間を、それら空母よりも低速であるにもかかわらず加賀は3日間と急いで航行し、艦隊集結予定日より1日遅れて11月23日朝8時前に単冠湾へ入港した。浅深度航空魚雷が内火ランチとデリックで各空母に分配されて、三菱の技術者たちは本艦から下船した。しかし機動部隊集結に伴って択捉島はその時、島外との接触は厳しく遮断されており、12月8日に情報統制がゆるめられるまで技術者たちは島内に留め置かれた。
この後に南雲忠一中将指揮の下で11月26日に単冠湾を出撃し、12月8日の真珠湾攻撃に参加した。この攻撃での航空隊未帰還機は計29機であった。うち15機が加賀所属機であった。
- 加賀からの真珠湾攻撃参加機
  - 第一次攻撃隊第一波[132]

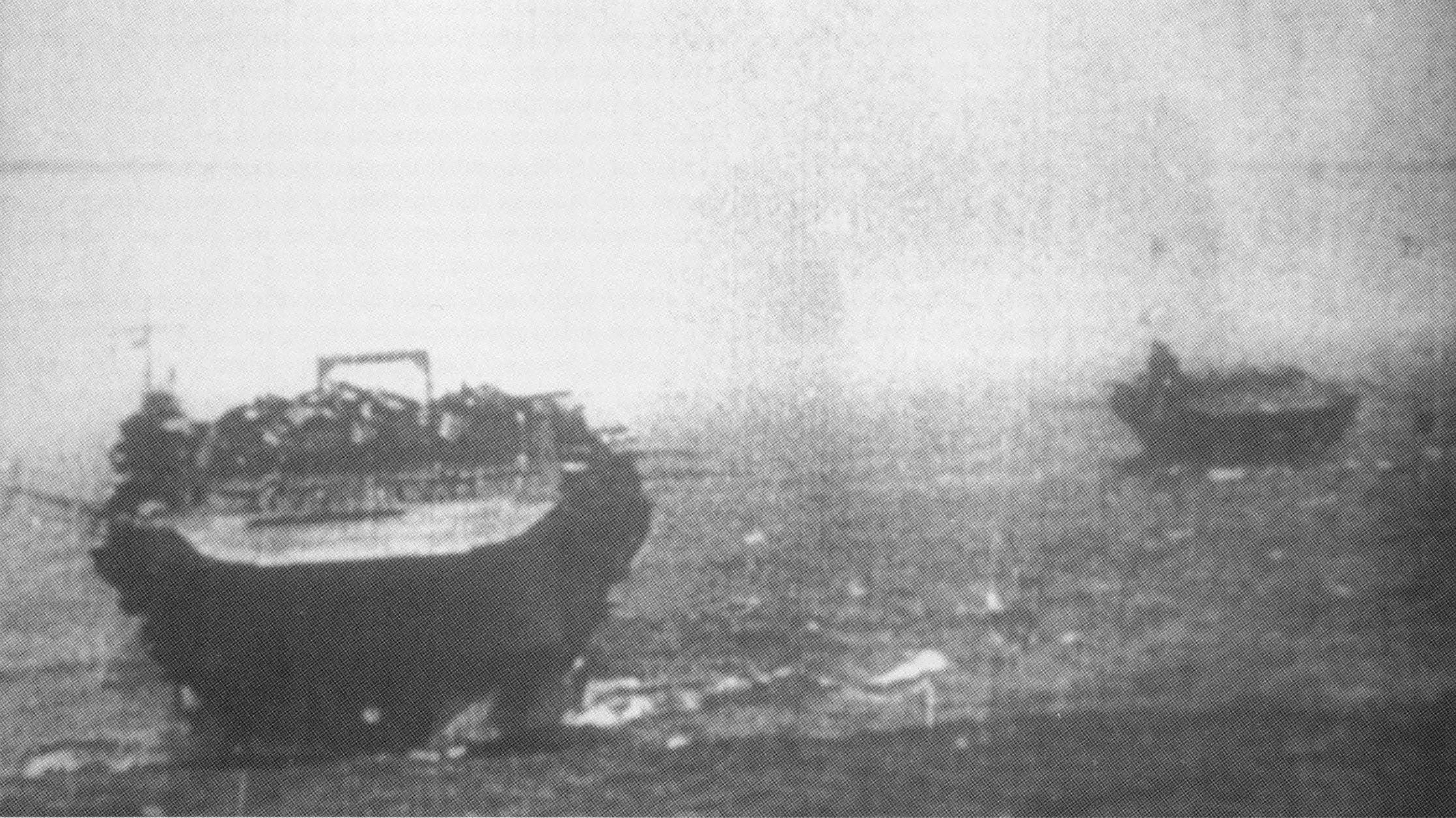
1941年12月、ハワイ真珠湾に向かう加賀（左）と瑞鶴（右）

    - 97艦攻26機（5機未帰還）（水平爆撃隊14機＝指揮官：飛行隊長橋口喬少佐、雷撃隊12機＝指揮官：分隊長北島一良大尉）
    - 零戦9機（2機未帰還）＝指揮官：分隊長志賀淑雄大尉

  - 第一次攻撃隊第二波[133]
    - 99艦爆26機（6機未帰還）＝指揮官：分隊長牧野三郎大尉
    - 零戦9機（2機未帰還）＝指揮官：分隊長二階堂易大尉

真珠湾攻撃を終えた加賀は12月23日柱島泊地に帰投した。

#### 南方作戦
1942年（昭和17年）1月9日呉を出撃、12日にトラック島に進出した。1月19日、トラックを出撃してラバウル攻撃に向かった。1月20日、艦戦9機、艦攻27機が出撃し、ラバウル攻撃を行う。この戦いで零戦1機が不時着、艦攻1機を失った。21日、カビエン攻撃を行い、艦戦9機、艦爆16機が出撃した。22日、第二回ラバウル攻撃が行われ、第一航空戦隊（赤城、加賀）から艦爆32機、艦戦36機が出撃した。対空砲火により零戦1機、艦爆1機が不時着水没したが搭乗員の戦死者はなかった。
2月8日、パラオに入港。2月9日、パラオ泊地で海図にない暗礁に座礁して艦底を損傷した。コロール島の泊地への進入路は狭い上に90度折れ曲がっているなど、大型艦の出入りが困難なものであった。応急修理の結果、当座の戦闘行動には差し支えの無い程度の損傷であった。
2月15日、パラオを出港。2月19日、空母4隻（加賀、赤城、飛龍、蒼龍）はオーストラリアに位置するポートダーウィンに対し空襲を行った。加賀から二階堂大尉率いる艦戦9機、小川大尉率いる艦爆18機、橋口少佐率いる艦攻27機が発進。艦爆1機を喪失、艦攻1機が不時着収容された。2月21日、スターリング湾に入港した。
2月25日、南雲機動部隊はインド洋にむけセレベス島スターリング湾を出撃した。3月1日、米給油艦ペコス、駆逐艦エドサルを攻撃するため加賀から艦爆計17機が発進し、ペコスを撃沈した。第三戦隊（戦艦比叡、霧島）、第八戦隊（重巡利根、筑摩）はエドサルを砲撃していたが大量の弾薬を消費しながら命中弾を与えられず、南雲司令長官は指揮下空母に攻撃を下令。加賀艦爆隊は蒼龍艦爆隊と共同でエドサルに損傷を与え、航行不能になったエドサルは比叡以下4隻の砲撃で沈没した。5日、艦戦9機、艦攻27機が加賀を発進し、ジャワ島チラチップを攻撃。スターリング湾へ帰投後、先の座礁での損傷が懸念された加賀は3月13日附で機動部隊から除かれた。15日に同地を出発して佐世保へ回航されたため、セイロン沖海戦には参加しなかった。3月22日、佐世保に帰港し修理に従事した。
加賀は当初ポートモレスビー攻略を狙うMO作戦に参加する予定であった。その場合、第四艦隊（南洋部隊）に編入される戦力は空母加賀、第五戦隊（妙高、羽黒）、水上機母艦瑞穂、第27駆逐隊（時雨、白露、有明、夕暮）を予定していた。しかし基地航空隊の兵力整備が整わないため、敵基地航空兵力撃滅・輸送船団掩護・敵機動部隊警戒および撃滅の総てを加賀1隻が担わねばならず、大型空母の本艦でも兵力不足と認定される。そこで第四艦隊（司令長官井上成美中将）は第二航空戦隊（蒼龍、飛龍）の派遣を希望するが、連合艦隊（司令長官山本五十六大将）は第五航空戦隊（翔鶴、瑞鶴）の練度向上を狙って、第四艦隊の要求を拒否した。結局、ポートモレスビー作戦に投入された空母は合計3隻（第五航空戦隊《翔鶴、瑞鶴》、南洋部隊《祥鳳》）となり、本艦の参加は見送られた。そのためセイロン沖海戦、珊瑚海海戦に参加した他の空母ほど搭乗員を消耗させることはなかった。もっとも人事異動によって艦乗組員、各飛行隊ともかなりの転出者が出ている。
4月18日のドーリットル空襲では、千葉県木更津基地にいた加賀の戦闘機隊12機は六空戦闘機隊とともに一式陸上攻撃機を護衛してアメリカ機動部隊攻撃に向かったが、発見できずに引き返し、不時着した加賀の戦闘機のうちの1機は大破した。ミッドウェー海戦時の搭載機（常用）は艦戦18、艦爆18、艦攻27で、当時の日本海軍の空母では最大の攻撃力を持っていた。また珊瑚海海戦で第五航空戦隊航空機がアメリカ空母と日本空母を間違って着艦しそうになったことをふまえ、敵味方識別のため、飛行甲板に巨大な「日の丸」を描いた。だが、同時に敵急降下爆撃機にとっても飛行甲板上の日の丸は絶好の投下目標になり、被弾の原因にもなっている。そのためミッドウェー海戦後は踏襲されなかった。

#### ミッドウェー海戦
5月4日佐世保を出港し、同日柱島泊地着。5月27日柱島を出撃した 。
6月上旬のミッドウェー作戦に日本海軍は空母6隻（赤城、加賀、蒼龍、飛龍、鳳翔、瑞鳳）を投入し、このうち空母4隻（赤城、加賀、飛龍、蒼龍）が南雲機動部隊主力艦としてアメリカ軍と直接交戦した。加賀を含め、日本軍には楽観的な気運が漂っていた。日本時間6月5日午前1時30分、南雲機動部隊からミッドウェー島への第一次攻撃隊が発進する。この時の出撃陣容は各空母共に零戦は稼働半数の9機、攻撃機のうち第一航空戦隊は九九艦爆の稼働全18機、第二航空戦隊は逆に九七艦攻の稼働全18機を出撃させている。零戦1機、艦爆1機が撃墜され、艦爆4機が加賀付近で不時着という損害を受け、午前5時ごろ加賀に戻った。その頃、南雲機動部隊はミッドウェー基地から発進したB-17爆撃機やSBDドーントレスの襲撃を受けていた。直掩零戦隊の活躍でアメリカ軍機を各個撃破する中、アメリカ軍機動部隊発見の報告が届いた。アメリカ艦隊を攻撃するために加賀と赤城は陸用爆弾から魚雷に、同様に第二航空戦隊（飛龍、蒼龍）は陸用から艦船用に爆弾換装するなど出撃準備を急いだ。
日本時間午前7時22分、雲間よりクラレンス・マクラスキー少佐が率いるアメリカ機動部隊艦載機30機の奇襲を受けた。アメリカ軍の艦上爆撃機SBDドーントレス（エンタープライズ所属機25）の急降下爆撃により投下された1000ポンド爆弾を3発まで回避したものの、4発（あるいは5発以上）が命中、艦後方右舷、前部エレベーター（艦橋窓ガラス破壊）、前部リフト（艦橋破壊）、艦中央やや左舷の順番で命中した。異説として、魚雷3本、爆弾10発以上を被弾したという証言もある。天谷(加賀飛行長)は「(岡田艦長の操艦により)あの大きいズウ体で赤城より難しいのに、実によく旋回した」と回想しているが、多数の急降下爆撃を完全に回避することは出来なかった。結果、同海戦の日本空母では真っ先に、そして一番多く被弾した。このとき蒼龍への襲撃機数はヨークタウン隊17機、赤城へはエンタープライズ隊4機だったことから、本艦に艦爆機が殺到した形になる。
特に、艦橋のそばにあった航空機用ガソリンを満載した給油タンク車に命中した一発は大爆発を引き起こし、爆風で基部を除いた艦橋を吹き飛ばした。岡田次作大佐（加賀艦長）以下幹部のほとんどが戦死、続いて兵装転換で格納庫内に散開していた航空魚雷や爆弾、航空燃料満載の艦載機などあらゆる爆発物に次々と誘爆し炎上した。ドーントレスの操縦員は、爆発により飛行甲板が裂けて格納庫がむき出しになっていたと回想している。護衛の戦艦榛名副長(堤中佐)は爆発7回を数え、加賀生存者はいないと見た程である。また格納庫の爆発で舷側は吹き飛び、海面から艦内の構造が見える状態となった。飛行甲板でも第二次攻撃隊機の武装が爆発、さらに航空機から洩れた燃料が艦の動揺と共に甲板に燃え広がり、手がつけられない状態となる。救助にあたった駆逐艦や海に逃れた乗組員からは、加賀全長のうち炎上していない箇所は最前部と最後部のみ30mほどで、そこに乗組員や負傷者が集中している光景が見られた。午後1時30分から2時の間に、戦死した岡田艦長に代わって鎮火の指揮をとっていた天谷孝久加賀飛行長が総員退去を決定。脱出後の加賀乗組員は、第4駆逐隊第2小隊（萩風、舞風）に救助され、御真影(昭和天皇の写真)と軍艦旗も同艦に移されている。
この時、米潜水艦ノーチラス (USS Nautilus, SF-9/SS-168) が加賀（ノーチラス側は蒼龍と思い込んでいた）に対し魚雷3本を発射した。萩風（加賀右舷1000mに位置）と加賀の間を航走した魚雷は外れ、加賀右舷艦尾に命中した1本も不発であった。加賀脱出者が海面に多数おり、ノーチラスに対する爆雷攻撃は思うように行かなかった。対潜警戒も必要となり、第2小隊（萩風、舞風）による救助作業は困難をきわめた。なお、ノーチラスの艦型誤認および加賀艦内誘爆を魚雷命中と錯覚した事により、アメリカ海軍は『ノーチラスは蒼龍を撃沈した』と信じていた。しかしノーチラスが不発とはいえ加賀に魚雷を命中させた事実に変わりは無く、同艦の名誉を傷つけるものではない。
午後2時50分、駆逐艦舞風は『加賀航行不能、生存者全収容』と報告した。飛行長はなおも機を見て救出を行おうとしたが、16時25分に2回の大爆発が起きた。戦闘詳報によれば、メインのガソリン庫に引火したこの大爆発により沈没した。萩風砲術長によれば、被弾直後から艦中央部に発生した亀裂が時間の経過と共に海面まで達し、爆発と共に転覆、艦尾から沈没したという。
一方で、駆逐艦萩風からの魚雷により自沈処理されたと証言する生存者もいる。国定(加賀工作長)によれば、加賀はほぼ水平に沈み飛行甲板前部がやや水面に出て、後部が水面に出ていた。夕刻、最後まで残っていた応急科の50名が萩風に移った。日が暮れてまもなく、沈没した。舞風駆逐艦長の中杉清治中佐によれば、1000mほど離れていた「舞風」の方位盤が故障するほどの大爆発が起きたのち、加賀は水平を保ったまま緩慢に沈んだと回想している。生存者や目撃者の証言は前述のように完全には一致せず、戦闘詳報にも『本報告は生存者の断片的記憶を整理調製せるものにして、資料不備の為、内容中の必要事項及其の精粗調はざる点あり。照合資料を得次第、訂正を期す』と記載されている。戦闘詳報による沈没地点北緯30度20分 西経179度17分 / 北緯30.333度 西経179.283度。
加賀は同海戦に参加した艦艇の中でも人的被害が一番多かった。加賀の岡田艦長以下約811人が犠牲となり、その多くは艦内の火災で脱出不可能となった機関部員で、生存者は40名程だった。加賀搭乗員は機上で8名が戦死した。アメリカ軍機の攻撃と誘爆により搭乗員13名が戦死し、加賀搭乗員は機上・艦上あわせて楠美正飛行隊長以下21名（戦闘機6名、艦爆6名、艦攻9名）が戦死した。少なくとも7機の零戦が加賀戦闘不能後も空母飛龍に着艦して戦闘を継続したが、飛龍の沈没と共に全機が失われた。加賀の搭乗員は、付近を航行する軽巡長良（南雲忠一中将乗艦）や萩風に救助されている。機動部隊残存部隊と連合艦隊主力部隊（山本五十六連合艦隊司令長官）が合流すると、加賀生存者は駆逐艦から戦艦長門に移乗し、日本本土へ向かった。なお萩風から長門への移乗の際、短艇に加賀乗組員が殺到してバランスを崩し沈没、犠牲者が出たという。
加賀は同年8月10日除籍された。

### その後
加賀乗組員の慰霊碑が長崎県佐世保市の旧海軍墓地東公園にある。石川県白山市三宮町の白山比咩神社にも「航空母艦加賀鎮魂記念植樹」の碑が建ち、1988年（昭和63年）には県内在住の元海軍将兵が杉を植えている。
1999年（平成11年）5月にアメリカの深海調査会社ノースティコスが加賀と思われる残骸をミッドウェー島深海5200mで発見した。同年9月には調査船サムナーが格納庫隔壁、25mm機銃座、着艦指導灯を発見し、加賀と判定した。
2019年10月18日、ポールアレン財団は深海調査船ペトレルが中部太平洋の水深5400メートルの海底で加賀本体を発見したと発表。加賀の船体は分断されることなく、上下方向に正しい向きで海底に沈んでいるが、飛行甲板や格納庫などの艦上構造物の殆どは欠落しており、船体の北側の海底に広範囲にわたってバラバラになって沈んでいる。
2023年9月10日、非営利団体オーシャン・エクスプロレーション・トラストが運営する海洋探査チームノーチラスが赤城に引き続き、加賀の撮影に成功している

## 艦長
艤装員長
1. 宮村暦造 大佐：1921年11月1日 - 1922年6月25日（戦艦建造中止）[195]
2. 小林省三郎 大佐：1927年3月10日 - 12月1日（空母建造）[195]
3. 河村儀一郎 大佐：1927年12月1日 - 1928年3月1日[196]

艦長
1. 河村儀一郎 大佐：1928年3月1日 - 1930年12月1日[195]
2. 宇野積蔵大佐：1930年12月1日 - 1931年12月1日[195]
3. 大西次郎 大佐：1931年12月1日 - 1932年11月15日[195]
4. 岡田偆一 大佐：1932年11月15日 - 1932年11月28日[197]
5. 原五郎 大佐：1932年11月28日 - 1933年2月14日[195]
6. 野村直邦 大佐：1933年2月14日 - 1933年10月20日[195]
7. 近藤英次郎 大佐：1933年10月20日 - 1934年11月15日[195]
8. 三竝貞三 大佐：1934年11月15日 - 1936年12月1日[195]
9. 稲垣生起 大佐：1936年12月1日 - 1937年12月1日[195]
10. 阿部勝雄 大佐：1937年12月1日 - 1938年4月25日[195]
11. 大野一郎 大佐：1938年4月25日 - 1938年12月15日[195]
12. 吉富説三 大佐：1938年12月15日 - 1939年11月15日[195]
13. 久保九次 大佐：1939年11月15日 - 1940年10月15日[195]
14. 山田定義 大佐：1940年10月15日 - 1941年9月15日[195]
15. 岡田次作 大佐：1941年9月15日 - 1942年6月5日ミッドウェーで戦死[195]

## 年表
- 1918年 - 5月15日 建造予定の戦艦を加賀と命名[48]。
- 1920年 - 7月19日 戦艦加賀として川崎造船所にて起工。
- 1921年 - 11月17日 進水。
- 1922年 - 2月5日 建造中止。
- 1922年 - 7月8日 海軍に引渡し。7月11日より富士に曳航されて横須賀へ回航。
- 1923年 - 12月 横須賀海軍工廠で空母への改造着工。
- 1928年 - 3月31日 竣工。
- 1933年 - 10月20日 予備艦に編入。改装工事開始。
- 1935年 - 11月15日 改装工事終了。即日、在役艦に復帰。第二艦隊第二航空戦隊に編入。
- 1941年 - 12月7日真珠湾攻撃に参加
- 1942年 - 1月23日 - 2月 ラバウルの戦い輸送艦の護衛として第四艦隊に
- 1942年 - 6月5日 ミッドウェー海戦で大破、沈没。
- 1942年 - 8月10日 除籍。